# 우현보
우현보(禹玄寶, 1333년 ~ 1400년)는 고려 말 조선 초의 문신이다. 본관은 단양(丹陽). 자는 원공(原功)이다. 증조부는 증문하시중(贈門下侍中) 우천석(禹天錫)이고, 아버지는 적성군(赤城君) 우길생(禹吉生)이다. 장손 우성범(禹成範)은 공양왕의 부마였다. 고려조에 문하찬성사(門下贊成事)을 거쳐 판삼사사(判三司事)에 오르고, 단양부원군(丹陽府院君)에 봉해졌다. 조선조에는 추충보조공신(推忠輔祚功臣)에 봉해졌다. 시호는 충정(忠靖)이다.

## 생애
1355년(공민왕 4) 문과에 급제하여 춘추관검열(春秋檢閱)이 되었고, 여러 관직을 거쳐 사헌부집의(司憲府執義)로 승진하였다. 좌사의대부(左司議大夫)에 제수되었을 때 정언(正言) 윤소종(尹紹宗)이 장차 김흥경(金興慶)을 제거하고 김사행(金師幸)을 참수할 것과 영전(影殿)의 공사를 중지할 것을 청하는 상소문을 기초하였는데, 우현보가 그것을 알고 청탁을 받아 윤소종이 직무를 태만히 한다는 데 의탁하여 탄핵하여 축출하였다.
1374년 우왕이 즉위하자 밀직대언(密直代言)으로 임명되었다가 제학(提學)으로 승진하고 동지밀직사사(同知密直司事) 겸 대사헌(大司憲)에 올랐다. 우왕의 유모 장씨(張氏)가 송악(松岳) 산신에게 제사를 지내려 하자 우왕이 환관 정난봉(鄭鸞鳳)을 시켜 우현보에게 "지금 금주령이 엄한 판에 유모가 송악 산신에게 제사를 지내려고 하는데 어떤가?"라고 물었다. 우현보는 "술은 신에게 제사지낼 때 쓰는 물품이니 사온(司醞)의 증명서를 받으면 가능할 것입니다."라고 대답하였다. 이후 정당문학(政堂文學)으로 승진하고 대사헌(大司憲)을 겸하였다. 이어 문하찬성사(門下贊成事)·정방제조(政房提調)로 임명되었고 삼사좌사(三司左使)로 옮겼다가 곧이어 다시 찬성사(贊成事)가 되고 순충익대좌리공신(純忠翊戴左理功臣)의 호를 하사받았다.
1388년(우왕 14) 이성계(李成桂)가 위화도에서 회군하자 우시중(右侍中)이 되었다가 곧 파직되었다.
1389년 공양왕이 즉위하자 장손 우성범(禹成範)이 공양왕의 부마인 관계로 단양부원군(丹陽府院君)에 봉해졌다. 1390년(공양왕 2) 판삼사사(判三司事)가 되었으나 이초(彛初)의 옥사에 연루되어 유배되었다가 곧 풀려나 단산부원군(丹山府院君)으로 다시 봉해졌다.
1398년(태조 7) 정도전(鄭道傳) 일파가 제거된 뒤 복관되었고, 1399년 단양백(丹陽伯)에 봉해졌다. 1400년(정종 2)에 제2차 왕자의 난 때 문인 이래(李來)로부터 반란의 소식을 듣고 이를 이방원에게 알려준 공으로 추충보조공신(推忠輔祚功臣)에 봉해졌다. 시호는 충정(忠靖)이다.
고려가 무너진 뒤 은거하면서 당호를 독락당(獨樂堂)으로 고쳤다. 그는 “지난 것은 모두 꿈이고 진실이 아니니, 앞으로 오는 것도 어떻게 진실임을 보증하겠는가”라고 했다.

## 가족 관계
- 증조부 : 우천석(禹天錫)
  - 조부 : 우칭(禹偁)
    - 아버지 : 부령(副令) 우길생(禹吉生)
    - 어머니 : 경주 김씨(慶州金氏)
      - 부인 : 죽산 박씨(竹山朴氏)
        - 아들 : 우홍수(禹洪壽)
        - 아들 : 우홍부(禹洪富)
        - 아들 : 우홍강(禹洪康)
        - 아들 : 우홍득(禹洪得)
        - 아들 : 우홍명(禹洪命)
        - 딸 : 김두(金㺶)에게 출가

## 우현보가 등장하는 작품
- 《개국》(KBS, 1983년~1983년, 배우:김창봉)
- 《용의 눈물》(KBS, 1996년~1998년, 배우:허기호)
- 《정도전》(KBS, 2014년~2014년, 배우:심우창)
- 《육룡이 나르샤》(SBS, 2015년~2015년, 배우:윤서현)